# سائل تصحيح

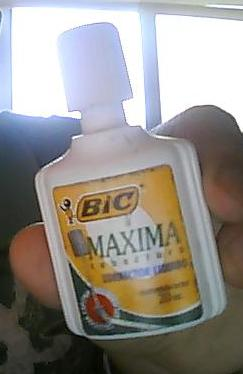
المحاء.

المحاء أو سائل التصحيح وهو سائل أبيض اللون ذو أساس مائي أو أساس من الثنر يستخدم لتغطية أو صبغ الأخطاء في الطباعة ليعاد الطباعة فوقها بصورة صحيحة.
اكتشفت هذه المادة من قبل بيت نسميث غراهام Bette Nesmith Graham سنة 1951م عندما كانت تعمل في مصرف في تكساس, حيث قامت بتحضير الخلطة الأولى من هذه المادة في منزلها باستخدام الخلاط المنزلي ووزعته على زملائها بالعمل لتجربته وبعد التأكد من نجاحه باعت حق تصنيعه إلى شركة جيليت بـ 4,7 مليون دولار سنة 1979م.